# ナショナル・ボード・オブ・レビュー賞 (2018年)
90th NBR Awards

作品賞: 
グリーンブック
第90回ナショナル・ボード・オブ・レビュー賞は2018年の映画を対象とした賞であり、2018年11月27日に受賞者が発表された。

## 受賞一覧

### 作品賞
- 『グリーンブック』（ピーター・ファレリー監督）

### 作品賞トップ10
※原題のアルファベット順
- 『バスターのバラード』
- 『ブラックパンサー』
- 『ある女流作家の罪と罰』
- 『エイス・グレード 世界でいちばんクールな私へ』
- 『魂のゆくえ』
- 『ビール・ストリートの恋人たち』
- 『メリー・ポピンズ リターンズ』
- 『クワイエット・プレイス』
- 『ROMA/ローマ』
- 『アリー/ スター誕生』

### 監督賞
- ブラッドリー・クーパー - 『アリー/ スター誕生』

### 主演男優賞
- ヴィゴ・モーテンセン - 『グリーンブック』

### 主演女優賞
- レディー・ガガ - 『アリー/ スター誕生』

### 助演男優賞
- サム・エリオット - 『アリー/ スター誕生』

### 助演女優賞
- レジーナ・キング - 『ビール・ストリートの恋人たち』

### アンサンブル演技賞
- 『クレイジー・リッチ!』

### ブレイクスルー演技賞
- トーマサイン・マッケンジー - 『足跡はかき消して』[2]

### 新人監督賞
- ボー・バーナム - 『エイス・グレード 世界でいちばんクールな私へ』

### 脚本賞
- ポール・シュレイダー - 『魂のゆくえ』

### 脚色賞
- バリー・ジェンキンス - 『ビール・ストリートの恋人たち』

### インディペンデント映画トップ10
※原題のアルファベット順
- 『スターリンの葬送狂騒曲』
- 『荒野にて』
- 『足跡はかき消して』
- 『Mid90s ミッドナインティーズ』
- 『さらば愛しきアウトロー』
- 『ザ・ライダー（英語版）』
- 『search/サーチ』
- 『ホワイト・ボイス』
- 『We the Animals』
- 『ビューティフル・デイ』

### アニメーション映画賞
- 『インクレディブル・ファミリー』（ブラッド・バード監督）

### 外国語映画賞
- 『COLD WAR あの歌、2つの心』（パヴェウ・パヴリコフスキ監督） ポーランド

### 外国語映画トップ5
※英題のアルファベット順
- 『バーニング 劇場版』 韓国
- 『ジュリアン』 フランス
- 『THE GUILTY/ギルティ』 デンマーク
- 『幸福なラザロ』 イタリア
- 『万引き家族』 日本

### ドキュメンタリー映画賞
- 『RBG 最強の85才』（ベッツィー・ウェスト、ジュリー・コーエン監督）

### ドキュメンタリー映画トップ5
※原題のアルファベット順
- 『Crime + Punishment』
- 『フリーソロ』
- 『行き止まりの世界に生まれて』
- 『同じ遺伝子の3人の他人』
- 『ミスター・ロジャースのご近所さんになろう（英語版）』

### スポットライト賞
- 『風の向こうへ（英語版）』
- 『オーソン・ウェルズが遺したもの』

### 表現の自由賞
- 『7月22日』
- 『ナディアの誓い -On Her Shoulders（英語版）』